# 2YOON
2Yoon (hangul: 투윤) var en sydkoreansk tjejgrupp bildad 2013 av Cube Entertainment som en undergrupp till 4Minute.
Gruppen bestod av de två medlemmarna Gayoon och Jiyoon.

## Medlemmar
| Födelsenamn  | Födelsenamn | Födelsedatum    |
| Romanisering | Hangul      | Födelsedatum    |
| ------------ | ----------- | --------------- |
| Heo Ga-yoon  | 허가윤      | 18 maj 1990     |
| Jeon Ji-yoon | 전지윤      | 15 oktober 1990 |

## Diskografi

### Album
| Albuminformation                                  | Topplacering          |
| Albuminformation                                  | Sydkorea (Gaon Chart) |
| ------------------------------------------------- | --------------------- |
| Harvest Moon (EP-skiva) - Släppt: 22 januari 2013 | 7                     |

### Singlar
| År   | Titel  | Topplacering          |
| År   | Titel  | Sydkorea (Gaon Chart) |
| ---- | ------ | --------------------- |
| 2013 | "24/7" | 8                     |